# Kapuzinerkloster Düren

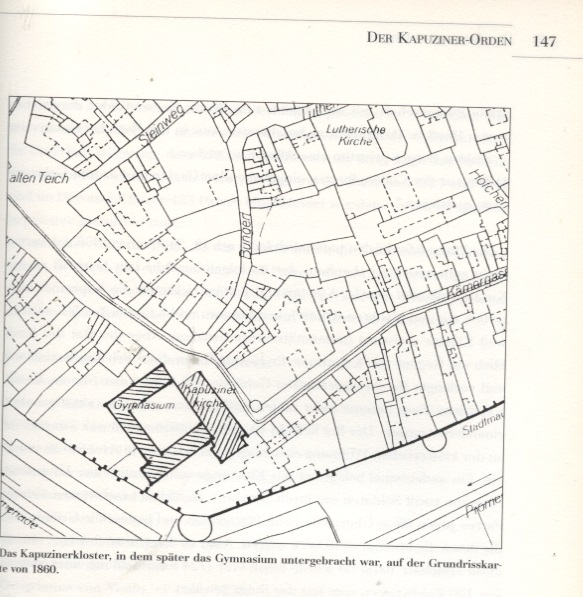
Der Standort des Klosters

Das Kapuzinerkloster war ein Kloster in der Kreisstadt Düren in Nordrhein-Westfalen.
Im Jahr 1635, zu Zeiten des Dreißigjährigen Krieges, ließ Margarethe Brandröster in der Kölnstraße vor dem Kölntor eine Kapelle erbauen, und zwar dort, wo später die Kirche St. Peter Julian stand. Dazu gehörte ein Haus. Sie übergab das Anwesen der Stadt, die die Wohnung für die Armen und Kranken nutzen sollte. Die Franziskaner wollten die Aufgabe nicht zusätzlich zu ihrem bestehenden Kloster übernehmen und so kamen stattdessen zwei Kapuziner von Jülich nach Düren. Durch den Krieg wurden Kapelle und Wohnung aber zerstört. 
Mit Schreiben vom 9. Juli 1642 genehmigte der Landesherr die Einrichtung einer Wohnung innerhalb der schützenden Stadtmauer. Die Kapuziner kauften daraufhin ein Haus „auf den Kalle“, dem heutigen Altenteich. In dem Haus errichteten sie eine Kapelle und hielten dort auch Gottesdienste ab. Die in der Nähe lebenden Franziskaner versuchten immer wieder, die Kapuziner zu verdrängen und die Klostergründung zu verhindern. Pfalzgraf Philipp Wilhelm genehmigte dem Orden einen Neubau innerhalb der Stadtmauern. Baron Gimnich in Vischel schenkte ihnen ein Grundstück auf der Kalle. Die Kapuziner kauften noch den daneben liegenden Kallerhof dazu. Damit war der Stadtrat nicht einverstanden. Man schloss aber einen Vergleich. 
Die Grundsteinlegung erfolgte am 13. September 1655 durch die Pfalzgräfin. Der Bau wurde schon im folgenden Jahr vollendet. Am 21. April 1721 legte der Gouverneur von Jülich den Grundstein für einen weiteren Neubau. Dieses Gebäude wurde beim Luftangriff vom 16. November 1944 völlig zerstört. 
Von 1656 bis zur Aufhebung der Klöster im Rahmen der Säkularisation im Jahr 1802 lebten im Kloster 87 Patres, darunter 37 gebürtige Dürener. 
Die Klosterbauten von 1655/56 und 1721 hatten vier Flügel, die einen rechteckigen nach Osten zur Straße hin offenen Hof umschlossen. Die Kirche bildete den Ostflügel. Dieser einschiffige Saalbau aus Ziegeln mit eingerücktem rechteckigen Chor war 62,70 m lang und 9,70 m breit. Die barocke Madonna aus der Kirche steht heute in der Marienkirche. 
Westlich an die Kirche schloss sich das Klostergebäude an. Es war ein zweigeschossiger Ziegelbau mit beschiefertem Walmdach. Der Südflügel zählte zwölf, der Westflügel acht und der Nordflügel neun Achsen. 
1820 kaufte es die Stadt und baute es zum Gymnasium um. Von 1891 bis 1904 zog das Gymnasium in die Zehnhofstraße. Am 3. Mai 1904 wurde das Stiftische Gymnasium an seinem jetzigen Standort am Altenteich eingeweiht.